# Фривиль-Эскарботен
Фривиль-Эскарботен (фр. Friville-Escarbotin, пикард. Freuvile-Ésquérbotin) — коммуна на севере Франции, регион О-де-Франс, департамент Сомма, округ Абвиль, центр кантона Фривиль-Эскарботен. Расположена в 22 км к западу от Абвиля, в 16 км от автомагистрали А28 «Дорога эстуарий».
Население (2018) — 4 501 человек.

## Достопримечательности
- Церковь Святого Этьена во Фривиле XVI-XVIII веков в стиле пламенеющая готика
- Церковь Святого Юбера в Эскарботене
- Шато Фривиль
- Шато Беллуа

## Экономика
Структура занятости населения:
- сельское хозяйство — 0,9 %
- промышленность — 31,0 %
- строительство — 5,4 %
- торговля, транспорт и сфера услуг — 31,2 %
- государственные и муниципальные службы — 31,5 %

Уровень безработицы (2017) — 18,5 % (Франция в целом — 13,4 %, департамент Сомма — 15,9 %). 

Среднегодовой доход на 1 человека, евро (2018) — 18 440 (Франция в целом — 21 730, департамент Сомма — 20 320).

## Демография
Динамика численности населения, чел.

## Администрация
Пост мэра Фривиль-Эскарботена с 2019 года занимает Николь Морель (Nicole Morel). На муниципальных выборах 2020 года возглавляемый ею список был единственным.
| Период | Период | Фамилия        | Партия                     | Примечания                                                      |
| ------ | ------ | -------------- | -------------------------- | --------------------------------------------------------------- |
| 1947   | 1977   | Эжен Деланкло  | Разные левые Разные правые |                                                                 |
| 1977   | 2003   | Ги Руссель     | Коммунистическая партия    | коммерсант, член Генерального совета департамента               |
| 2003   | 2008   | Клод Герандель | Коммунистическая партия    |                                                                 |
| 2008   | 2019   | Давид Лефевр   | Разные левые               | руководитель предприятия, член Генерального совета департамента |
| 2019   |        | Николь Морель  | Разные левые               |                                                                 |

## Галерея

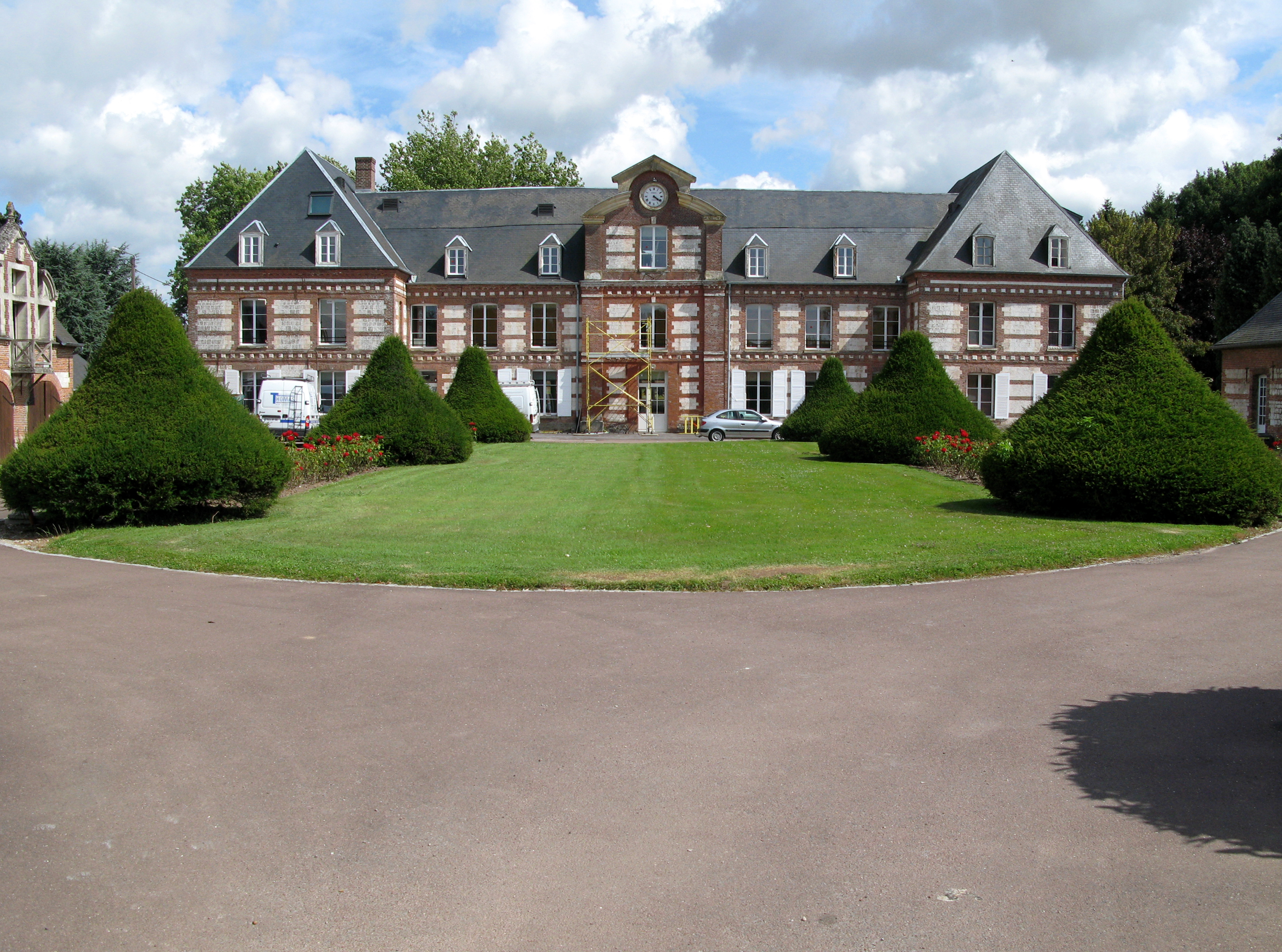
Шато Фривиль
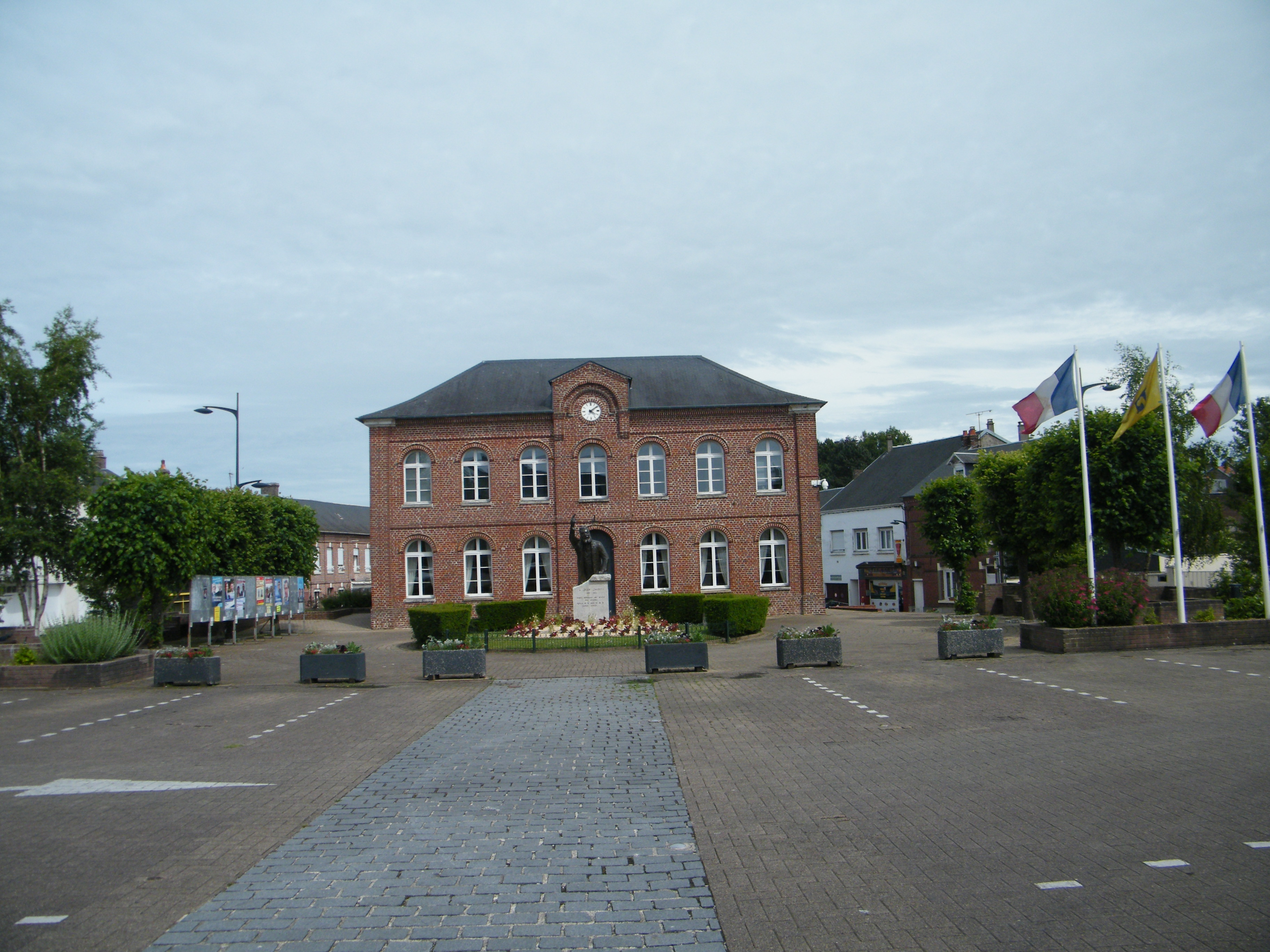
Мэрия

1. 1 2  база данных о французских коммунах — Национальный географический институт Франции, 2015.